# Itzhak Perlman
Itzhak Perlman (hebraisk: יצחק פרלמן; født 31. august 1945) er en israelsk-amerikansk violinist. 
Perlman blev født i Tel Aviv. Han blev ramt af polio, da han var fire år gammel. Efter studier i fødebyen flyttede han til USA for at fortsætte studierne ved Juilliard School. Han debuterede som violinist officielt i 1963 i Carnegie Hall. Fra 1965 påbegyndte han et intensivt turnéliv, samtidigt med at han var flittig i indspilningsstudierne.